# 特效導演
特效導演，又可以稱之為「特攝導演」或者「特技導演」，一般是指日本人在拍攝特攝片的時候，由一位熟練特效和模型操作技術的導演，在日本稱為「特撮監督」、「特技監督」、「特殊技術」等稱呼。
最能代表特效導演的人就是圓谷英二，是他開創了日本特攝片的先河，對日本電影的創作和成長，有相當大的幫助與進展。而最為知名特攝片有遠近馳名的怪獸王—─《哥吉拉》、《摩斯拉》、《卡美拉》及《奥特曼系列》等膾炙人口的特攝作品。

## 知名特攝導演
- 圓谷英二
- 中野昭慶
- 有川貞昌
- 川北紘一
- 湯淺憲明
- 黑田義之
- 樋口真嗣

## 相關參考條目
- 特攝片
- 特效